# Viktor Billa
Viktor Billa (ukrainska: Віктор Білла), född 1987 i Tjernivtsi, Ukraina, är en ukrainsk organist vid Trinity United Methodist Church i Tallahassee, Florida, USA.

## Biografi
Billa föddes i Tjernivtsi, Ukraina och började ta orgellektioner vid 13 års ålder. Han studerade vid Ukrainas nationella musikakademi Pjotr Tjajkovskij i Ukraina och avlade en masterexamen i orgel år 2011. Han har deltagit i mästarklasser för bland annat Heribert Metzger, Christopher Stembridge, Eugenia Lisitsina och H. Goering. Billa arbetade 2011–2015 som organist vid Tjernivtsi filharmoniska hall. Han arbetar som organist vid Trinity United Methodist Church i Tallahassee.

## Diskografi
- 2017 – Bach at Trinity[3]